# N'tchouba
La n'tchouba est une salade traditionnelle algérienne à base d’anchois.

## Origine
Cette entrée est originaire de la ville d'Alger.

## Description
Il s'agit d'une salade fraîche composée de tomates, d'olives, d'ail et de jus de citron ou de vinaigre, accompagnée d'huile d'olive et parfois de feuilles de laitue.

## Consommation
Cette salade est surtout consommée durant les repas du Ramadan.